# Nkhotakota
Nkhotakota – miasto w Malawi; w Regionie Centralnym położone nad Jeziorem Malawi jest jednym z jego głównych portów; 28 350 mieszkańców (2018). Przemysł spożywczy.